# Municipio de St. Clair (Pensilvania)
El municipio de St. Clair (en inglés: St. Clair Township) es un municipio ubicado en el condado de Westmoreland en el estado estadounidense de Pensilvania. En el año 2000 tenía una población de 1,398 habitantes y una densidad poblacional de 19 personas por km².

## Geografía
El municipio de St. Clair se encuentra ubicado en las coordenadas 40°21′46″N 79°02′02″O / 40.36278, -79.03389.

## Demografía
Según la Oficina del Censo en 2000 los ingresos medios por hogar en la localidad eran de $29,000 y los ingresos medios por familia eran $34,375. Los hombres tenían unos ingresos medios de $28,750 frente a los $20,694 para las mujeres. La renta per cápita para la localidad era de $14,611. Alrededor del 12,3% de la población estaban por debajo del umbral de pobreza.